# 910

## Догађаји
- 12. јун — Битка код Аугзбурга: Мађари побеђују источнофраначкку војску под краљем Лујем IV, користећи чувену лажну тактику повлачења номадских ратника. Гроф Гаусберт, стварни командант војске Источне Франачке (јер Луј IV у овом тренутку има само 16 година), погинуо је у бици.
- 22. јун — Битка код Редница: Мађари су поразили војску Источне Франке код реке Редниц, убивши њеног вођу Гебхарда, војводу од Лотарингије (Лотарингије). Након битке Луј IV, заједно са источнофранкским војводствима Франконијом, Лотарингијом, Баварском и Саксонијом, пристаје да плаћа данак угарској држави.
- Лето — Краљ Алфонсо III од Астурије је приморан да абдицира са престола и подели краљевство међу своја три сина. Најстарији син, Гарсија I, постаје краљ Леона. Други син, Ордоњо II, влада у Галицији, док трећи, Фруела II, прима Астурију са Овиједом као престоницом.
- 5. август — Битка код Тетенхола: Краљ Едвард Старији напада заједничке краљеве Еовила и Халфдана од Норсе Јорка. Сва три викиншка монарха су убијена у борби  а викиншка војска је одлучно поражена од савезничких снага Мерсије и Весекса. Ко-краљеве насљеђује Рагналл уа Имаир.
- Виљем I (Побожни) од Аквитаније, поклања земљиште у Бургундији за изградњу бенедиктинског манастира посвећеног светим апостолима Петру и Павлу. Отуда опатија Клуни постаје највећа на Западу. У оснивачкој повељи, Вилијам се одриче свих права на манастир и именује Берна за првог опата Клунија (Источна Француска). Он ставља манастир директно под контролу Папске столице.
- Гаврило I постаје папа Коптске православне цркве у Александрији (Египат).
- Поход руске војске на Закавказје и Каспијско море. Руси су спалили град Сари у Мазандарану, али су поражени у поморској бици.

## Рођења
- Википедија:Непознат датум — Нил Калабријски